# Звід законів Української РСР
Звід законів УРСР — систематизоване зібрання законодавчих та інших актів УРСР. Засноване як офіційне видання Президії ВР УРСР і РМ УРСР згідно з постановами ЦК КПУ, Президії ВР УРСР і РМ УРСР "Про підготовку і видання Зводу законів Української РСР" від 28 серпня 1976 і "Питання Зводу законів Української РСР" від 4 серпня 1978. В основу зібрання було покладено Конституцію УРСР 1978. До нього, крім власне законодавчих актів, включили ще й найважливіші постанови ЦК КПУ і РМ УРСР та постанови РМ УРСР загальнонормативного характеру. Звід складався із 5 розділів:
1. Законодавство про суспільний і державний лад. Законодавство про соціальний розвиток та культуру;

2. Соціально-економічні права громадян;

3. Законодавство про охорону природи і раціональне використання природних ресурсів;

4. Законодавство про народне господарство;

5. Законодавство про правосуддя й охорону правопорядку.
Розділи Зводу поділяються на глави, параграфи, пункти та підпункти. В усіх структурних частинах Зводу нормативно-правові акти розташовано в порядку, що забезпечував послідовність розвитку теми. Причому спочатку вміщували відповідні кодекси та інші основоположні законодавчі акти. Розділ "Законодавство про суспільний і державний лад. Законодавство про соціальний розвиток і культуру" розпочинався з тексту Конституції УРСР 1978. До розділу увійшли найважливіші акти про виборчу систему, систему державного управління та місцевого самоврядування.
У виданні не подано: акти тимчасового характеру; акти про визнання раніше виданих актів такими, що втратили юрид. силу, ін. акти одноразової дії; акти, видані щодо окремих підпр-в, орг-цій і установ, та ін. акти, які не мали заг. значення. До Зводу не включено також акти: стосовно регулювання оптових і роздрібних цін, а також тарифів на послуги; про розмір заробітної плати робітників і службовців; про зміни та доповнення до раніше виданих актів, якщо в них подано новий текст цих актів або їхніх окремих статей, пунктів, абзаців та ін. окр. частин.
Звід видано укр. й рос. мовами на роздільних аркушах з метою оновлення його матеріалів у міру розвитку та вдосконалення законодавства. Для зручності користування його доповнили хронологічним переліком включених актів, алфавітно-предметним покажчиком, ін. довідковими матеріалами.
Усього вийшло 9 томів Зводу (1982–88).